# Уксусов, Иван Ильич
Иван Ильич Уксусов (1905—1991) — русский советский писатель, журналист, военный корреспондент. Член Союза писателей с 1934 года.

## Биография
Сын рабочего, родился в Петербурге. Трудовую деятельность начал с 12 лет. Работал грузчиком, коногоном и забойщиком на руднике «Красный Октябрь», слесарем на Енакиевском заводе (Донбасс). В 1920-е года окончил профшколу на Украине. Направленный в 1926 году по путевке комсомола на учёбу в Ленинград, работал на прядильно-ткацкой фабрике «Октябрьская».
Член правления и президиума РАППа, участник Международного съезда революционных писателей (в Харькове, 1930). Входил в оргкомитет по созданию Союза писателей СССР (1934). Поддерживал знакомство с писателями А. Фадеевым, Ф. Панферовым, М. Андерсеном-Нексе, А. Зегерс, М. Голдом. Полученные от зарубежных писателей книги с их автографами на иностранных языках стали поводом для ареста Уксусова.
В апреле 1935 года был арестован и осуждён «за антисоветскую деятельность». Репрессирован, приговорён к 3 годам ссылки в Тобольске. Был разнорабочим, внештатным сотрудником газеты «Ударник Арктики», корректором в газете «Тобольская Правда», работал в художественной мастерской.
В 1938 году вернулся в Ленинград.
Участник Великой Отечественной войны (с 1941 по 1945), воевал стрелком-автоматчиком, был ранен, писал корреспонденции в дивизионную и армейскую газеты.
В 1961 году — реабилитирован.
Похоронен на Волковском православном кладбище Санкт-Петербурга.

## Творчество
Печатался с 1929 года, писал о жизни рабочего класса, затрагивая морально-этические проблемы. В 1930 году в журнале «Звезда» были опубликованы его повесть «Сестры» и роман «Двадцатый век», посвящённый событиям революции и Гражданской войны на Донбассе. Первые же книги принесли писателю известность. Его перу принадлежат слова «Коза кричала нечеловеческим голосом», цитируемые в комедии «Осенний марафон».